# 策维勒马·巴亚尔赛汗
策维勒马·巴亚尔赛汗（1962年4月24日—）蒙古族，蒙古乌兰巴托人，蒙古国政治人物。

## 生平
1962年4月24日，巴亚尔赛汗生于乌兰巴托。1980年至1981年在伊尔库茨克市高等理工学校（Irkutsk Higher Polytechnic）学习预备课程后，1981年至1986年在莫斯科经济及统计高等学校（Moscow Higher School of Economics and Statistics）学习。2001年，自蒙古国立大学经济学专业毕业。1992年，在韩国学习管理课程。
1986年起，在南戈壁省政府任职。1992年担任南戈壁省第一副省长，代理省长。1996年至2000年，当选蒙古民族民主党总理事会成员，并任蒙古民族民主党南戈壁省委员会主席，还作为蒙古民族民主党代表在南戈壁省第29选区当选国家大呼拉尔委员。在2000年国家大呼拉尔选举中，他作为民主联盟候选人，在该选区失利。
2001年至2004年，巴亚尔赛汗在财经高等学校（Higher School of Finance and Economics）任教。2000年12月民主党（DP）成立后，巴亚尔赛汗当选南戈壁省第29选区民主党国家顾问委员会成员。在2004年国家大呼拉尔选举中，巴亚尔赛汗作为“祖国－民主联盟”候选人在南戈壁省第29选区当选国家大呼拉尔委员。2004年9月至2006年1月，担任蒙古国社会福利和劳动部部长。他是“戈壁”（Gobi）国际集团的总裁。在2008年国家大呼拉尔选举中，巴亚尔赛汗作为民主党候选人在新设立的有两个席位的南戈壁省第11选区胜出。随后，他当选国家大呼拉尔经济常设委员会主席，并在2009年12月继续当选主席。